# Gromada w Lwie
Gromada w Lwie (Abell 1367) – gromada galaktyk znajdująca się w gwiazdozbiorze Lwa w odległości około 290 mln lat świetlnych.
Do członków tej grupy galaktyk zaliczamy między innymi jasną galaktykę eliptyczną NGC 3842 oraz dużą galaktykę spiralną NGC 3861.
Abell 1367 jest obok gromady w Warkoczu (Abell 1656) głównym składnikiem Supergromady w Warkoczu.